# ヘルマヌス・コントラクトゥス

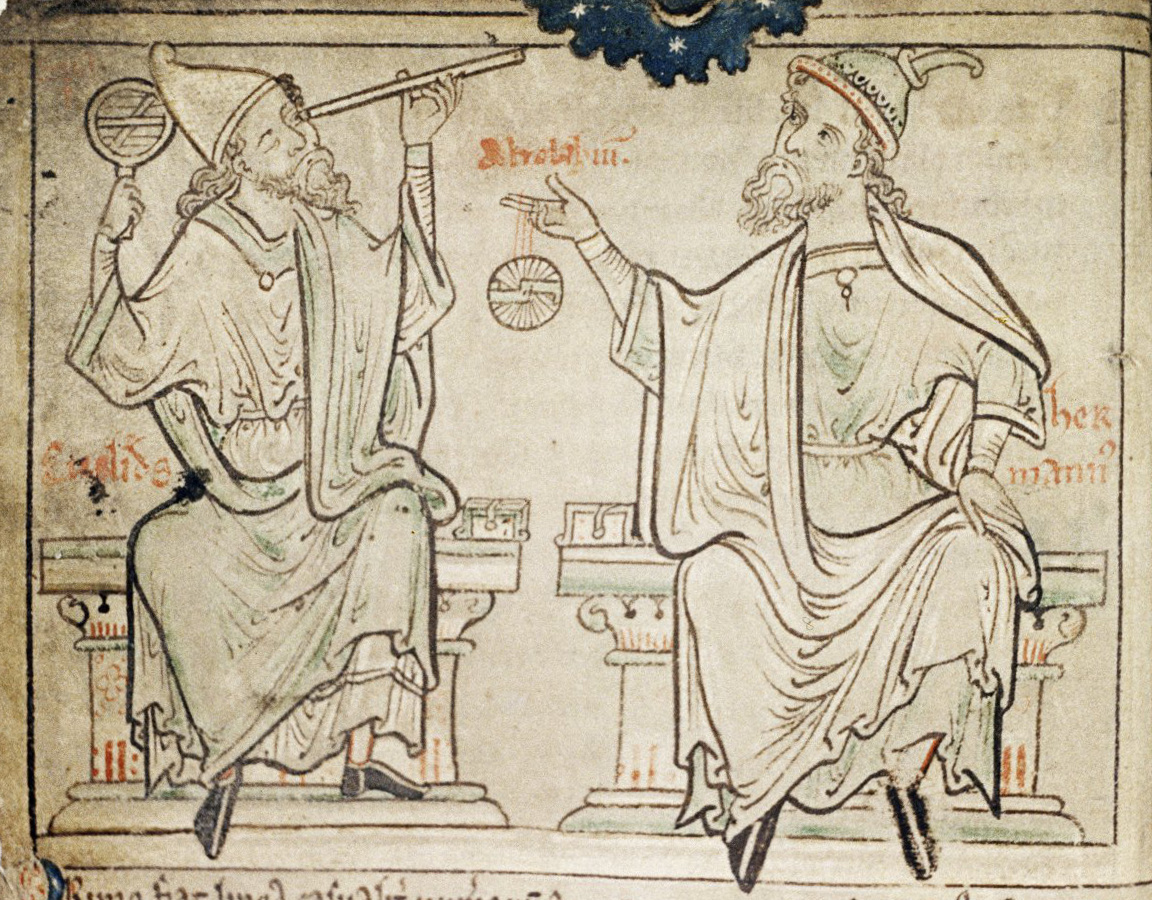
"Herman the Lame" のレリーフ

ヘルマヌス・コントラクトゥス（Hermannus Contractus、1013年7月18日 - 1054年9月24日）またはライヒェナウのヘルマン（Hermann von Reichenau）ないしヘルマン・デア・ラーメ（Hermann der Lahme）は、11世紀の学者、作曲家、音楽理論の研究者である。
ドイツ・シュヴァーベンのアルツハイゼン伯爵家（das schwäbische Grafengeschlecht von Altshausen）の出身で、7歳の時にライヒェナウ島の修道院に預けられ、後に司祭に叙任される。幼少時から痙性麻痺を患い、生涯「椅子籠」（独：Tragstuhl）に縛り付けられる生活を送ったので、12世紀以降 ’Contractus’ （独：der Lahme ; 邦訳「麻痺した人」）という異名を与えられている。彼は多方面において傑出した学者であり、教師としてもその名声は高かった。
音楽理論の分野では、独自の記譜法を開発した。典礼に関わる作品では、聖母マリア続誦（Mariensequenz）≫Ave praeclara maris stella≪等を著わした。殉教者伝に関わる業績もある。数学と天文学の分野では、計算機アバクス（Abacus）、天体観測器アストロラーブ（Astrolabium）、日食・月食等を対象とする教育的著述がある。キリスト生誕から1054年までを扱った世界年代史（Weltchronik）は、コンラート2世とハインリヒ3世の歴史にとって重要な資料である。
1863年に列福された。